# V Korpus Armijny (Hiszpania)
V Korpus Armijny” (hiszp. V Cuerpo de Ejército) – hiszpański korpus z okresu wojny domowej.
V Korpus Armijny (V KA) sformowany został w 1937 roku. W czasie w bitwie nad Ebro wchodził w skład Armii Ebro. Żołnierze V KA zakończyli szlak bojowy wraz z Armią Ebro po przekroczeniu 5–10 lutego 1939 roku granicy hiszpańsko-francuskiej. Z polecenia władz francuskich zostali rozbrojeni i internowani. 

## Dowództwo korpusu
Dowódcy:
- płk Juan Modesto[2]
- ppłk Líster Forján[3]

Komisarz polityczny:
- Santiago Álvarez Gómez

Szef sztabu:
- ppłk Manuel López Iglesias

## Struktura organizacyjna
W czasie bitwy nad Ebro:
- 11 Dywizja, dowódca: mjr Joaqinn Rodriguez[3]
  - 1 Brygada
  - 9 Brygada
  - 100 Brygada
- 45 Dywizja, dowódca: ppłk Hans Kahle[3]
  - XII Brygada Międzynarodowa
  - XIV Brygada Międzynarodowa
  - 139 Brygada
- 46 Dywizja, dowódca: mjr Domiciano Lear[5]
  - 10 Brygada
  - 37 Brygada
  - 101 Brygada